# Падворские Выселки
Па́дворские Вы́селки (Подворские Вы́селки) — село Хворостянского сельсовета Добринского района Липецкой области.
Расположены в 500 метрах юго-западнее от посёлка Хворостянка и в 1 км юго-западнее от железнодорожной станции Хворостянка.
Основаны в 1930-х годах переселенцами из соседнего села Падворки. Этот факт отразился в названии.
После организации в 1930 году колхоза «Имени 1-е Мая» посёлок носил название колхоза.
Позднее, в 2006—2008 годах, также встречалось название Подворские Выселки, но в Уставе сельского поселения и в ОКТМО указано Падворские Выселки.

## Население
| 2010 |
| ---- |
| 21   |